# L'Envol des pionniers
L'Envol des pionniers és un museu aeroespacial francès que narra la gran aventura d'Aéropostale i contribueix a la memòria de l'aeronàutica a Tolosa. Està situat al districte de Montaudran i ha estat inaugurat el 22 de desembre del 2018, gairebé 100 anys després del vol inaugural del primer vol civil a Barcelona.
En particular, us permetrà descobrir l'equipament de què disposaven pilots com Jean Mermoz, Henri Guillaumet i Antoine de Saint-Exupéry a les epopeies de les línies l'Aéropostale i Latécoère.
El museu està situat davant del complex científic de Rangueil, on es troben ENAC (la universitat aeronàutica europea més gran) i SUPAERO (escola aeronàutica més antiga del món).

## Història
Situat a la pista de l'antic aeroport de Toulouse-Montaudran, forma part del projecte Toulouse Aerospace La Piste des Géants, l'objectiu del qual és mostrar els dies de glòria de l'Aéropostale i la Halle de La Machine. Els començaments van ser difícils per al museu, que deu la seva existència només a la perseverança de les associacions, la petició de les quals va tenir èxit després de vint anys de lluita.